# Coupe Memorial 1990
Navigation
Édition précédente Édition suivante
L'édition 1990 de la Coupe Memorial est présenté du 5 au 13 mai 1990 à Hamilton, Ontario. Elle regroupe les champions de chacune des divisions de la Ligue canadienne de hockey, soit la Ligue de hockey junior majeur du Québec (LHJMQ), la Ligue de hockey de l'Ontario (LHO) et la Ligue de hockey de l'Ouest (LHOu)

## Équipes participantes
- Le Titan de Laval représente la Ligue de hockey junior majeur du Québec.
- Les Generals d'Oshawa représentent la Ligue de hockey de l'Ontario.
- Les Blazers de Kamloops représentent la Ligue de hockey de l'Ouest.
- Les Rangers de Kitchener de la LHO en tant que finaliste.

## Classement de la ronde Préliminaire
| Équipe               | PJ | V | D | BP | BC | Pts |
| -------------------- | -- | - | - | -- | -- | --- |
| Generals d'Oshawa    | 3  | 3 | 0 | 18 | 12 | 6   |
| Rangers de Kitchener | 3  | 2 | 1 | 17 | 15 | 4   |
| Titan de Laval       | 3  | 1 | 2 | 9  | 13 | 2   |
| Blazers de Kamloops  | 3  | 0 | 3 | 15 | 19 | 0   |

## Résultats

### Résultats du tournoi à la ronde
Voici les résultats du tournoi à la ronde pour l'édition 1990 :

## Effectifs
Voici la liste des joueurs des Generals d'Oshawa, équipe championne du tournoi 1990 :
- Entraîneur : Rick Cornacchia
- Gardiens : Fred Brathwaite et Kevin Butt.
- Défenseurs : Bill Armstrong, Dave Craievich, Jean-Paul Davis, Craig Donaldson, Brian Grieve, Paul O'Hagan, Wade Simpson,
- Attaquants : Cory Banika, Joe Busillo, Clair Cornish, Mike Craig, Dale Craigwell, Mark Deazeley, Iain Fraser, Brent Grieve, Matt Hoffman, Scott Hollis, Eric Lindros, Scott Luik, Trevor McIvor, Jarrod Skalde

## Honneurs individuels
- Trophée Stafford-Smythe (meilleur joueur) : Iain Fraser (Generals d'Oshawa)
- Trophée George-Parsons (meilleur esprit sportif) : Jason Firth (Rangers de Kitchener)
- Trophée Hap-Emms (meilleur gardien) : Mike Torchia (Rangers de Kitchener)

Équipe d'étoiles :
- Gardien : Mike Torchia (Rangers de Kitchener)
- Défenseurs : Cory Keenan (Rangers de Kitchener) et Paul O'Hagan (Generals d'Oshawa)
- Centre : Eric Lindros (Generals d'Oshawa)
- Ailier gauche : Iain Fraser (Generals d'Oshawa)
- Ailier droit : Steven Rice (Rangers de Kitchener)